# Línea 463 (Interurbanos Madrid)
La línea 463 de la red de autobuses interurbanos de Madrid une el intercambiador de Plaza Elíptica con Torrejón de Velasco.

## Características
Esta línea une Madrid con Torrejón de Velasco, pasando por Parla y Torrejón de la Calzada, en un trayecto de 50 minutos de duración. Al principio de su creación, a finales de los años 80, la línea tenía su cabecera de Madrid en Palos de la Frontera, junto al resto de líneas que iban a Parla (líneas 460, 461, 461B (actualmente suprimida, sustituida en 2007 por la 469) y 464). El 22 de octubre de 2005 se trasladaron sus cabeceras a Plaza Elíptica, concretamente, a la calle de Santa Lucrecia y el 3 de mayo de 2007, pasaron todas al nivel -2 del nuevo intercambiador, con la apertura del mismo.
Dispone de servicios nocturnos las noches de viernes, sábados y vísperas de festivo que salen de Atocha, teniendo el mismo recorrido que el resto de líneas nocturnas y en especial, de la línea N806.
La línea no mantiene los mismos horarios todo el año, en el mes de agosto se reducen el número de expediciones, además de los días excepcionales vísperas de festivo y festivos de Navidad en los que los horarios también cambian y se reducen.
Está operada por Avanza Movilidad Integral mediante la concesión administrativa VCM-403 - Madrid – Parla – Yunclillos (Viajeros Comunidad de Madrid) del Consorcio Regional de Transportes de Madrid.

## Horarios

### 1 septiembre - 31 julio
| Lunes a viernes laborables   |                              |
| Madrid > Torrejón de Velasco | Torrejón de Velasco > Madrid |
| 06:35                        | 05:50                        |
| 07:00                        | 06:35                        |
| 07:45                        | 07:20                        |
| 08:30                        | 08:05                        |
| 09:15                        | 08:50                        |
| 10:00                        | 09:35                        |
| 10:35                        | 10:30                        |
| 11:30                        | 11:30                        |
| 12:30                        | 12:30                        |
| 13:30                        | 13:30                        |
| 14:15                        | 14:30                        |
| 15:00                        | 15:25                        |
| 15:45                        | 16:10                        |
| 16:30                        | 16:55                        |
| 17:15                        | 17:40                        |
| 18:00                        | 18:25                        |
| 18:45                        | 19:30                        |
| 19:30                        | 20:30                        |
| 20:30                        | 21:30                        |
| 21:30                        | 22:20                        |
| 22:30                        |                              |

### 1 - 31 agosto
| Lunes a viernes laborables   |                              |
| Madrid > Torrejón de Velasco | Torrejón de Velasco > Madrid |
| 06:35                        | 06:00                        |
| 07:00                        | 07:00                        |
| 08:00                        | 08:00                        |
| 09:00                        | 09:00                        |
| 10:00                        | 10:00                        |
| 11:00                        | 11:00                        |
| 12:00                        | 12:00                        |
| 13:00                        | 13:00                        |
| 14:00                        | 14:00                        |
| 15:00                        | 15:00                        |
| 16:00                        | 16:00                        |
| 17:00                        | 17:00                        |
| 18:00                        | 18:00                        |
| 19:00                        | 19:00                        |
| 20:00                        | 20:00                        |
| 21:00                        | 21:00                        |
| 22:00                        | 21:50                        |

### Todo el año
| Sábados laborables, domingos y festivos |                              |
| Madrid > Torrejón de Velasco            | Torrejón de Velasco > Madrid |
| 08:00                                   | 08:30                        |
| 09:30                                   | 10:30                        |
| 11:30                                   | 12:30                        |
| 13:30                                   | 14:30                        |
| 15:30                                   | 16:30                        |
| 17:30                                   | 18:30                        |
| 19:30                                   | 20:30                        |
| 21:30                                   | 22:25                        |
| 23:20                                   |                              |

| Noches de viernes, sábados y vísperas de festivo |                              |
| Madrid > Torrejón de Velasco                     | Torrejón de Velasco > Madrid |
| 01:25                                            | 02:10                        |
| 03:00                                            |                              |

## Recorrido y paradas

### Sentido Torrejón de Velasco
| Código                            | Parada                                        | Común con                                                     | Conexiones con Metro y Cercanías | Municipio              | Zona |
| --------------------------------- | --------------------------------------------- | ------------------------------------------------------------- | -------------------------------- | ---------------------- | ---- |
| Paradas del recorrido nocturno    |                                               |                                                               |                                  |                        |      |
| 07539                             | Pza. Emperador Carlos V - Atocha              | N801 N805 N806 N807                                           | Estación del Arte                | Madrid                 |      |
| 1927                              | Santa María de la Cabeza                      | N14 N801 N805 N806 N807                                       |                                  | Madrid                 |      |
| 5623                              | Santa María de la Cabeza - Puente Praga       | N17 N801 N805 N806 N807                                       |                                  | Madrid                 |      |
| 2538                              | Puente de los Capuchinos                      | N17 N801 N805 N806 N807                                       |                                  | Madrid                 |      |
| 07622                             | Pza. Sta. Mª Cabeza - Est. Plaza Elíptica     | N801 N805 N806 N807                                           | Plaza Elíptica                   | Madrid                 |      |
| Cabecera de los servicios diurnos |                                               |                                                               |                                  |                        |      |
| 17042                             | Intercambiador de Plaza Elíptica (dársena 20) | 460 470                                                       | Plaza Elíptica                   | Madrid                 |      |
| Paradas del recorrido común       |                                               |                                                               |                                  |                        |      |
| 5349                              | Tanatorio Sur                                 | 441 442 443 444 446 460 461 464 469 N801 N805 N806 N807 SE702 |                                  | Madrid                 |      |
| 07641                             | Ctra. A42 - Pol. Ind. Prado Overa             | 441 442 443 444 446 460 461 464 469 470 N801 N805 N806 N807   |                                  | Madrid                 |      |
| 09543                             | Ctra. A42 - Hospital de Getafe                | 460 N806                                                      |                                  | Getafe                 |      |
| 08073                             | Ctra. A42 - Cruce Cobo Calleja                | 460 461 462 464 469 N806 VAC-023                              |                                  | Fuenlabrada            |      |
| 08078                             | Ctra. A42 - Pol. Ind. Cantueña                | 460 461 462 464 469 471 N806                                  |                                  | Fuenlabrada            |      |
| 07790                             | Ctra. M408 - Laguna Negra                     | 460 461 462 464 469 471 N806                                  |                                  | Parla                  |      |
| 18647                             | Real - Est. La Ballena                        | 460 462 464 466 471 N806 VAC-023 VAC-152                      | La Ballena                       | Parla                  |      |
| Paradas del recorrido diurno      |                                               |                                                               |                                  |                        |      |
| 18359                             | Av. Ronda - Centro Infantil                   | 460 466                                                       |                                  | Parla                  |      |
| 15799                             | Av. Ronda - Monte Sinaí                       | 460 466                                                       |                                  | Parla                  |      |
| 16820                             | Av. Viario de Ronda - Elena Quiroga           | 460 466                                                       |                                  | Parla                  |      |
| 18128                             | María Zambrano - Icíar Bollaín                | 1 460 461 466                                                 |                                  | Parla                  |      |
| Paradas del recorrido nocturno    |                                               |                                                               |                                  |                        |      |
| 07792                             | Río Guadiana - Río Ebro                       | N806                                                          |                                  | Parla                  |      |
| 07800                             | Leganés - Fuenlabrada                         | N806                                                          |                                  | Parla                  |      |
| 07804                             | Aranjuez - Pabellón M4 El Nido                | N806                                                          |                                  | Parla                  |      |
| 07811                             | Aranjuez - Belén                              | N806                                                          |                                  | Parla                  |      |
| 07806                             | Jerusalén - Cafarnaúm                         | N806                                                          |                                  | Parla                  |      |
| 07809                             | Jerusalén - Amargura                          | N806                                                          |                                  | Parla                  |      |
| 07812                             | Olivo - Est. Bulevar Sur                      | N806                                                          | Bulevar Sur-Miguel Ángel Blanco  | Parla                  |      |
| Paradas del recorrido común       |                                               |                                                               |                                  |                        |      |
| 12123                             | Toledo - María Zambrano                       | 2 460 466                                                     |                                  | Parla                  |      |
| 16203                             | Toledo - Punto Limpio                         | 1 2 3 460 466                                                 |                                  | Parla                  |      |
| 17424                             | 9 de Junio - Hospital Infanta Cristina        | 1 2 3 460 466                                                 |                                  | Parla                  |      |
| 17231                             | Real - Almacenes                              | 460 464 466 VAC-023 VAC-152                                   |                                  | Torrejón de la Calzada |      |
| 08119                             | Real - Griñón                                 | 460 464 466 VAC-023 VAC-152                                   |                                  | Torrejón de la Calzada |      |
| Paradas del recorrido diurno      |                                               |                                                               |                                  |                        |      |
| 12118                             | Peñuelas - Ribera                             |                                                               |                                  | Torrejón de la Calzada |      |
| 12117                             | Peñuelas - Goya                               |                                                               |                                  | Torrejón de la Calzada |      |
| 12168                             | Iglesia - Colegio                             |                                                               |                                  | Torrejón de la Calzada |      |
| Paradas del recorrido nocturno    |                                               |                                                               |                                  |                        |      |
| 11582                             | Real - Peñuelas                               |                                                               |                                  | Torrejón de la Calzada |      |
| 08120                             | Real - Veintisiete de Octubre                 |                                                               |                                  | Torrejón de la Calzada |      |
| Paradas del recorrido común       |                                               |                                                               |                                  |                        |      |
| 11053                             | Ctra. M404 - Ctra. A42                        | 466                                                           |                                  | Torrejón de la Calzada |      |
| 12122                             | Av. Constitución - Murillo                    | 466                                                           |                                  | Torrejón de Velasco    |      |
| 12120                             | Real - Castillo                               | 466                                                           |                                  | Torrejón de Velasco    |      |
| 08121                             | Pza. España - Ayuntamiento                    | 466                                                           |                                  | Torrejón de Velasco    |      |
| Cabecera del servicio nocturno    |                                               |                                                               |                                  |                        |      |
| 18686                             | Párroco D. Régulo G. Masegosa - Esturión      |                                                               |                                  | Torrejón de Velasco    |      |
| Paradas del recorrido diurno      |                                               |                                                               |                                  |                        |      |
| 12932                             | Av. Gregorio Ordoñez - Montes                 | 466                                                           |                                  | Torrejón de Velasco    |      |
| 12934                             | Castaños - Pol. Ind. La Frontera              | 466                                                           |                                  | Torrejón de Velasco    |      |

### Sentido Madrid
| Código                                 | Parada                                        | Común con                                                   | Conexiones con Metro y Cercanías | Municipio              | Zona |
| -------------------------------------- | --------------------------------------------- | ----------------------------------------------------------- | -------------------------------- | ---------------------- | ---- |
| 12934                                  | Castaños - Pol. Ind. La Frontera              | 466                                                         |                                  | Torrejón de Velasco    |      |
| 12933                                  | Av. Gregorio Ordoñez - Montes                 | 466                                                         |                                  | Torrejón de Velasco    |      |
| 18685                                  | Pza. España - Ayuntamiento                    | 466                                                         |                                  | Torrejón de Velasco    |      |
| Los servicios nocturnos comienzan AQUÍ |                                               |                                                             |                                  |                        |      |
| 18686                                  | Párroco D. Régulo G. Masegosa - Esturión      | 466                                                         |                                  | Torrejón de Velasco    |      |
| 12121                                  | Av. Constitución - Murillo                    | 466                                                         |                                  | Torrejón de Velasco    |      |
| 11054                                  | Ctra. M404 - Ctra. A42                        | 466                                                         |                                  | Torrejón de la Calzada |      |
| Paradas del recorrido diurno           |                                               |                                                             |                                  |                        |      |
| 12169                                  | Peñuelas - San Sebastián                      |                                                             |                                  | Torrejón de la Calzada |      |
| 12116                                  | Peñuelas - Goya                               |                                                             |                                  | Torrejón de la Calzada |      |
| 11582                                  | Real - Peñuelas                               | 460 464 466 VAC-023 VAC-152                                 |                                  | Torrejón de la Calzada |      |
| 08120                                  | Real - Veintisiete de Octubre                 | 460 464 466 VAC-023 VAC-152                                 |                                  | Torrejón de la Calzada |      |
| 17230                                  | Real - Almacenes                              | 460 464 466 VAC-023 VAC-152                                 |                                  | Torrejón de la Calzada |      |
| Paradas del recorrido común            |                                               |                                                             |                                  |                        |      |
| 17424                                  | 9 de Junio - Hospital Infanta Cristina        | 1 2 3 460 466                                               |                                  | Parla                  |      |
| 16204                                  | Toledo - Av. Leguario                         | 1 2 3 460 466                                               |                                  | Parla                  |      |
| Paradas del recorrido diurno           |                                               |                                                             |                                  |                        |      |
| 12124                                  | Toledo - María Zambrano                       | 2 460 466                                                   |                                  | Parla                  |      |
| 17590                                  | María Zambrano - Gladiolo                     | 1 460 461 466                                               |                                  | Parla                  |      |
| 16819                                  | Av. Viario de Ronda - Concepción Arenal       | 460 466                                                     |                                  | Parla                  |      |
| 18360                                  | Av. Ronda - Monte Sinaí                       | 460 466                                                     |                                  | Parla                  |      |
| 18358                                  | Av. Ronda - Centro Infantil                   | 460 466                                                     |                                  | Parla                  |      |
| Paradas del recorrido nocturno         |                                               |                                                             |                                  |                        |      |
| 07813                                  | Olivo - Est. Bulevar Sur                      |                                                             | Bulevar Sur-Miguel Ángel Blanco  | Parla                  |      |
| 07808                                  | Jerusalén - Amargura                          |                                                             |                                  | Parla                  |      |
| 07807                                  | Jerusalén - Cafarnaúm                         |                                                             |                                  | Parla                  |      |
| 07810                                  | Aranjuez - Belén                              |                                                             |                                  | Parla                  |      |
| 07803                                  | Aranjuez - Pabellón M4 El Nido                |                                                             |                                  | Parla                  |      |
| 07802                                  | Leganés - Fuenlabrada                         |                                                             |                                  | Parla                  |      |
| Paradas del recorrido común            |                                               |                                                             |                                  |                        |      |
| 16578                                  | Río Tajo - Río Guadarrama                     | 1 3 460 461 462 464 466 471 VAC-023 VAC-152                 | Parla                            | Parla                  |      |
| 13105                                  | Real - Est. La Ballena                        | 3 460 462 464 466 N806 VAC-023 VAC-152                      | La Ballena                       | Parla                  |      |
| 07791                                  | Ctra. M408 - Pol. Ind. Buenavista             | 460 461 462 464 469 471 N806                                |                                  | Parla                  |      |
| 08079                                  | Ctra. A42 - Los Claveles                      | 460 461 462 464 469 471 N806                                |                                  | Fuenlabrada            |      |
| 09546                                  | Ctra. A42 - Hospital de Getafe                | 4 444 460 464 N806 VAC-023                                  |                                  | Getafe                 |      |
| 07640                                  | Ctra. A42 - Pol. Ind. Prado Overa             | 441 442 443 444 446 460 461 464 469 470 N801 N805 N806 N807 |                                  | Madrid                 |      |
| 5687                                   | Avenida de los Poblados - Carretera Toledo    | 155 441 442 443 444 446 460 461 464 469 N801 N805 N806 N807 |                                  | Madrid                 |      |
| Cabecera de los servicio diurnos       |                                               |                                                             |                                  |                        |      |
| 17042                                  | Intercambiador de Plaza Elíptica (dársena 20) | 460 470                                                     | Plaza Elíptica                   | Madrid                 |      |
| Paradas del recorrido nocturno         |                                               |                                                             |                                  |                        |      |
| 2543                                   | Plaza Elíptica - Santa María de la Cabeza     | N17 N801 N805 N806 N807                                     | Plaza Elíptica                   | Madrid                 |      |
| 2539                                   | Puente de los Capuchinos                      | N17 N801 N805 N806 N807                                     |                                  | Madrid                 |      |
| 2535                                   | Santa María de la Cabeza - Puente Praga       | N17 N801 N805 N806 N807                                     |                                  | Madrid                 |      |
| 7539                                   | Pza. Emperador Carlos V - Atocha              | N801 N805 N806 N807                                         | Estación del Arte                | Madrid                 |      |